# Idès Cauchie

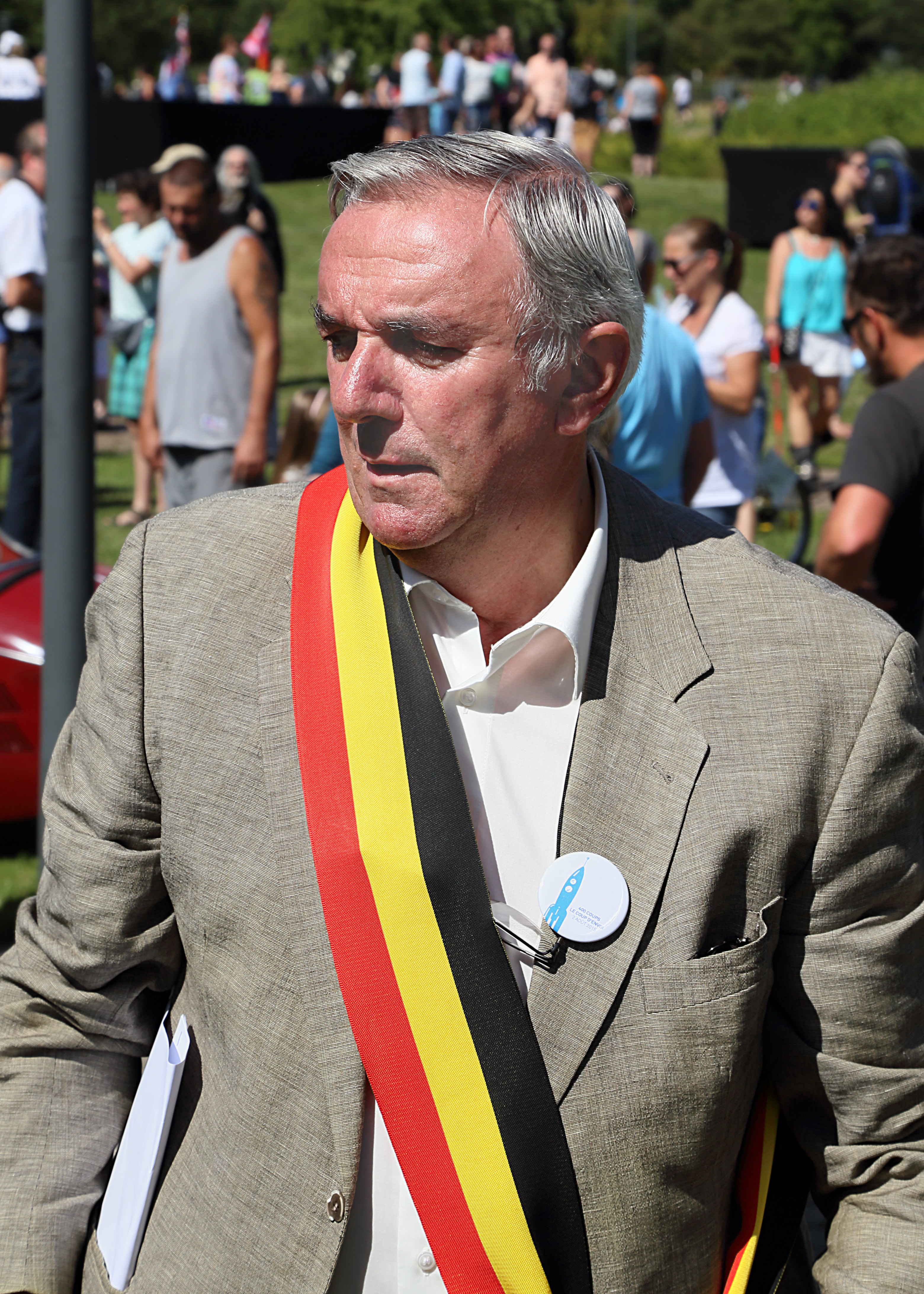
Idès Cauchie in 2015

Idès Cauchie (Elzele, 25 april 1949) is een Belgisch politicus voor het cdH, sinds maart 2022 Les Engagés genoemd.

## Levensloop
Cauchie werd beroepshalve dierenarts. Ook werd hij actief in het verenigingsleven.
Voor het cdH werd hij in 2000 verkozen tot gemeenteraadslid van Elzele. Van 2001 tot 2006 was hij er schepen en sinds 2006 is hij burgemeester van de gemeente.
Bij de Waalse verkiezingen van juni 2009 stond hij als eerste opvolger op de cdH-lijst in het arrondissement Doornik-Aat-Moeskroen. Van februari tot mei 2014 was hij effectief lid van het Waals Parlement en van het Parlement van de Franse Gemeenschap ter opvolging van de overleden Damien Yzerbyt. Bij verkiezingen van mei 2014 stond hij op de tweede plaats van de cdH-lijst in deze arrondissementen, maar werd niet herkozen.